# SKN St. Pölten (femení)
L'Sportklub Niederösterreich St. Pölten és un equip de futbol femení austríac, amb seu a St. Pölten.
L'equip femení es va formar l'any 2006 com club ASV Spratzern, després de 2013 a 2016 va jugar amb el nom de FSK St. Pölten-Spratzern. Es van connectar amb el club masculí per a la temporada 2016-17. Actualment l'equip competeix a l'ÖFB-Frauenliga, la lliga de futbol femení de primer nivell a Àustria. L'equip va guanyar la Copa Nacional de l'ÖFB el 2013 i el 2014, i va aconseguir doblets consecutius de lliga i copa del 2015 al 2019. El 2022, després que es reprenguessin les dues competicions (anulada la lliga el 2020 i la Copa el 2020 i 2021) va repetir doblet. El 2021 només va poder disputar la lliga, que va guanyar.

## Història
| 2006/07             | Gebietsliga Oest | IV  | 1. |
| 2007/08             | NÖN-Frauenliga   | III | 5. |
| 2008/09             | NÖN-Frauenliga   | III | 1. |
| 2009/10             | 2. Lliga Ost     | II  | 1. |
| 2010/11             | 2. Lliga Ost     | II  | 1. |
| 2011/12             | ÖFB-Frauenliga   | I   | 2. |
| 2012/13             | ÖFB-Frauenliga   | I   | 2. |
| 2013/14             | ÖFB-Frauenliga   | I   | 2. |
| 2014/15             | ÖFB-Frauenliga   | I   | 1. |
| 2015/16             | ÖFB-Frauenliga   | I   | 1. |
| 2016/17             | ÖFB-Frauenliga   | I   | 1. |
| 2017/18             | ÖFB-Frauenliga   | I   | 1. |
| 2018/19             | ÖFB-Frauenliga   | I   | 1. |
| 2020/21             | ÖFB-Frauenliga   | I   | 1. |
| 2021/22             | ÖFB-Frauenliga   | I   | 1. |
| 2022/23             | ÖFB-Frauenliga   | I   | 1. |
| Fons verd: promoció |                  |     |    |

L'ASV Spratzern es va fundar el 1920 i el 2006 es va crear una secció femenina del club.
L'equip va ascendir a la lliga de primer nivell la temporada 2010-11. La temporada 2012-13 van aconseguir un primer lloc per darrere de l'SV Neulengbach, suficient per assegurar-se el segon lloc d'Àustria que dona accés a la Lliga de Campions Femenina de la UEFA. Van jugar els vuitens de final de la Lliga de Campions 2013-14, però van ser derrotades pel Sassari Torres d'Itàlia.
L'equip va ser rebatejat el 2013 per incloure la ciutat més gran de St. Pölten i FSK es va centrar en ser un club femení.
L'any 2015 l'equip va guanyar el seu primer campionat. El seu títol va posar fi a una ratxa de dotze anys de victòria de Neulengbach.
El 2016 l'equip es va connectar a l'SKN St. Pölten.

## Honors
- 7 títols de l'ÖFB-Frauenliga: 2014-2015, 2015-2016, 2016-2017, 2017-2018, 2018-2019, 2020-2021, 2021-2022
- 8 títols de l'ÖFB Ladies Cup: 2013, 2014, 2015, 2016, 2017, 2018, 2019, 2022